# Russinische Sprache
Russinisch bzw. Rusinisch (auch Ruthenisch; karpato-russinisch русиньскый язык rusinsky jasyk, jugoslawo-russinisch руска бешеда ruska bescheda) wird von der ostslawischen Volksgruppe der Russinen in der Karpatoukraine, der Slowakei, Polen, Ungarn und Teilen des ehemaligen Jugoslawiens gesprochen. Große Gruppen von Emigranten leben vor allem in Kanada und den USA.
Wegen dieser Zersplitterung gibt es mehrere unterschiedliche Standardisierungsversuche. Die russinischen Dialekte in Serbien und Kroatien unterscheiden sich so stark von denen in den Karpaten, dass diese häufig als zwei Sprachen, Jugoslawo-Russinisch und Karpato-Russinisch, aufgefasst werden.
Es gibt unterschiedliche Meinungen darüber, ob Russinisch eine selbständige Sprache oder ein Dialekt der ukrainischen Sprache ist.
Faktisch haben die Slowakei, Polen, Ungarn, Rumänien, Serbien, Kroatien und die Tschechische Republik die Russinen als nationale Minderheiten anerkannt und fördern die Sprache gemäß dem Rahmenübereinkommen zum Schutz nationaler Minderheiten. Die Ukraine erkannte die russinische Sprache 2012 als regionale Sprache an.
Eine moderne literarische Sprache, welche das Überleben der Sprache ermöglicht, wurde in Serbien bereits 1923 kodifiziert, 1995 in der Slowakei und 2000 in Polen, sowie 2014 in der Ukraine.